# Stezzano
Stezzano är en ort och kommun i provinsen Bergamo i regionen Lombardiet i Italien. Kommunen hade 13 234 invånare (2018).